# Холмовская волость (Коломенский уезд)
Холмовская волость располагалась в восточной части Коломенского уезда (по доекатерининскому административно-территориальному делению). Граничила с Крутинской, Высоцкой волостями и Усмерским станом того же уезда. Одна из самых маленьких по площади и населению волостей. Просуществовала до XVIII в., когда была объединена с Крутинской и Высоцкой волостями в Холмовский стан.

## Погосты
- Погост с церковью чудотворцев Козьмы и Демьяна и теплой церковью Прасковьи, нареченные Пятницы
- Погост с церковью страстотерпцев Фрола и Лавра

## Поселения
На территории Холмовской волости располагались следующие населенные пункты (ныне в составе Егорьевского района Московской области):
- Бережки
- Захарово
- Ивановская
- Холмы